# 文化苦旅
《文化苦旅》是一本散文集，作者余秋雨敘述在中國各個名勝古蹟旅遊時的記錄，話題探究中國文化，以及紓發自我的情感。

## 出版
本書部分文章曾於中國大陸的《收穫》雜誌全年專欄式連載，並陸續為海外報刊轉載，在兩岸三地華人間引發巨大迴響。余氏其他深度考察中國文化遺跡的作品，另包含《山居筆記》。
本書原文為簡體字，1992年由上海知識出版社出版，橫排，850x1168毫米開本，320頁。
1992年11月20日，爾雅出版社獲作者授權在臺灣出版此書，514頁。
本書於臺灣出版後，曾榮獲1992年聯合報「讀書人」最佳書獎；金石堂1992年年度最具影響力的書；誠品書店1993年1月「誠品選書」。並有部分篇章被選入臺灣高中國文教材。
2008年，余氏精選了《文化苦旅》與《山居筆記》中的著名篇章，加以改寫後，集結出版，名為《新文化苦旅：余秋雨文化散文全集》，由爾雅出版社出版發行。其中除了前述的精選篇章外，亦加入了數篇新的文章，余氏在此書總序中寫道：「從此，我的全部文化散文著作，均以這套書的文字和標題為準。」

## 作者與內容
余秋雨曾經是上海戲劇學院院長。
出版社對此書描述為：
|                      | ⋯⋯是一本最令人動容的散文集，透過中國大陸的自然景物，寫這一代中國人心靈中的糾結，是一本有關中國美學的書，深入淺出，⋯⋯用這樣乾淨漂亮的白話文表達出來。 |
| ——爾雅出版社特別推薦 | |

此書中有提到的景點有很多，每一個景點都帶給余秋雨不同的感觸和震撼。觸碰到中國幾千年的文化，見證自己國家一路走來深刻的歷史痕跡。

## 書中包含的景點
- 道士塔
- 莫高窟
- 陽關雪
- 沙原隱泉
- 柳侯祠
- 白蓮洞
- 都江堰
- 長江三峽
- 洞庭一角
- 廬山
- 貴池儺戲
- 白髮蘇州
- 江南小鎮
- 风雨天一阁
- 五城記（開封、南京、成都、蘭州、廣州）

## 書籍資料
- 余秋雨. . 臺北市: 爾雅出版社. 1992年11月20日. ISBN 978-957-639-083-8.